# Реджепи, Дардан
Дардан Реджепи (алб. Dardan Rexhepi; 16 января 1992 года, Приштина) — косоварский футболист, играющий на позиции нападающего. Ныне выступает за шведский клуб «Норрбю».

## Клубная карьера
Дардан Реджепи — воспитанник шведских клубов «Лундс» и «Мальмё», к последнему он присоединился в 2009 году. 18 мая 2010 года Реджепи дебютировал за клуб на профессиональном уровне, выйдя на замену в гостевом матче против команды «Сюрианска» в рамках третьего раунда Кубка Швеции 2010. В этой же встрече он забил и свой первый гол за «Мальмё», принесший на 119-й минуте его команде выход в четвёртый раунд. В Аллсвенскан Реджепи впервые сыграл лишь спустя 2 месяца, выйдя на замену в домашнем матче с «АИК». 15 сентября того же года Реджепи открыл счёт своим голам в лиге и в домашнем поединке с «Хельсингборгом». Помимо того, что эта игра была против сверхпринципиального для «Мальмё» соперника, эта была ещё и встреча двух лидеров чемпионата, во многом определившая завоевание «Мальмё» чемпионского титула по итогам турнира.
Проведя следующие 3 сезона в «Мальмё» без особых личных успехов, Реджепи перешёл в клуб «Броммапойкарна» в середине января 2014 года. В команде-аутсайдере Аллсвенскан 2014 он играл важную роль, забив за чемпионат 5 мячей, но не смог помочь её остаться в главной шведской лиге. В январе 2015 года Реджепи заключил соглашение с командой «Хеккен».

## Карьера в сборной
21 мая 2014 года Дардан Реджепи дебютировал за сборную Косова в товарищеском матче против сборной Турции, выйдя в стартовом составе.

## Достижения
«Мальмё»
- Чемпион Швеции (2): 2010, 2013
- Обладатель Суперкубка Швеции (1): 2013

## Статистика выступлений

### В сборной
| Матчи и голы Дардана Реджепи за сборную Косова | Матчи и голы Дардана Реджепи за сборную Косова | Матчи и голы Дардана Реджепи за сборную Косова     | Матчи и голы Дардана Реджепи за сборную Косова | Матчи и голы Дардана Реджепи за сборную Косова | Матчи и голы Дардана Реджепи за сборную Косова | Матчи и голы Дардана Реджепи за сборную Косова |
| №                                              | Дата                                           | Место проведения                                   | Соперник                                       | Счёт                                           | Голы                                           | Соревнование                                   |
| ---------------------------------------------- | ---------------------------------------------- | -------------------------------------------------- | ---------------------------------------------- | ---------------------------------------------- | ---------------------------------------------- | ---------------------------------------------- |
| 1                                              | 21 мая 2014                                    | Олимпийский стадион Адем Яшари, Косовска-Митровица | Турция                                         | 1:6                                            | —                                              | Товарищеский матч                              |
| 2                                              | 25 мая 2014                                    | Стад де Женев, Женева                              | Сенегал                                        | 1:3                                            | —                                              | Товарищеский матч                              |
| 3                                              | 7 сентября 2014                                | Городской стадион, Приштина                        | Оман                                           | 1:0                                            | —                                              | Товарищеский матч                              |

Итого: 3 матча / 0 голов; eu-football.info.